# Reiter

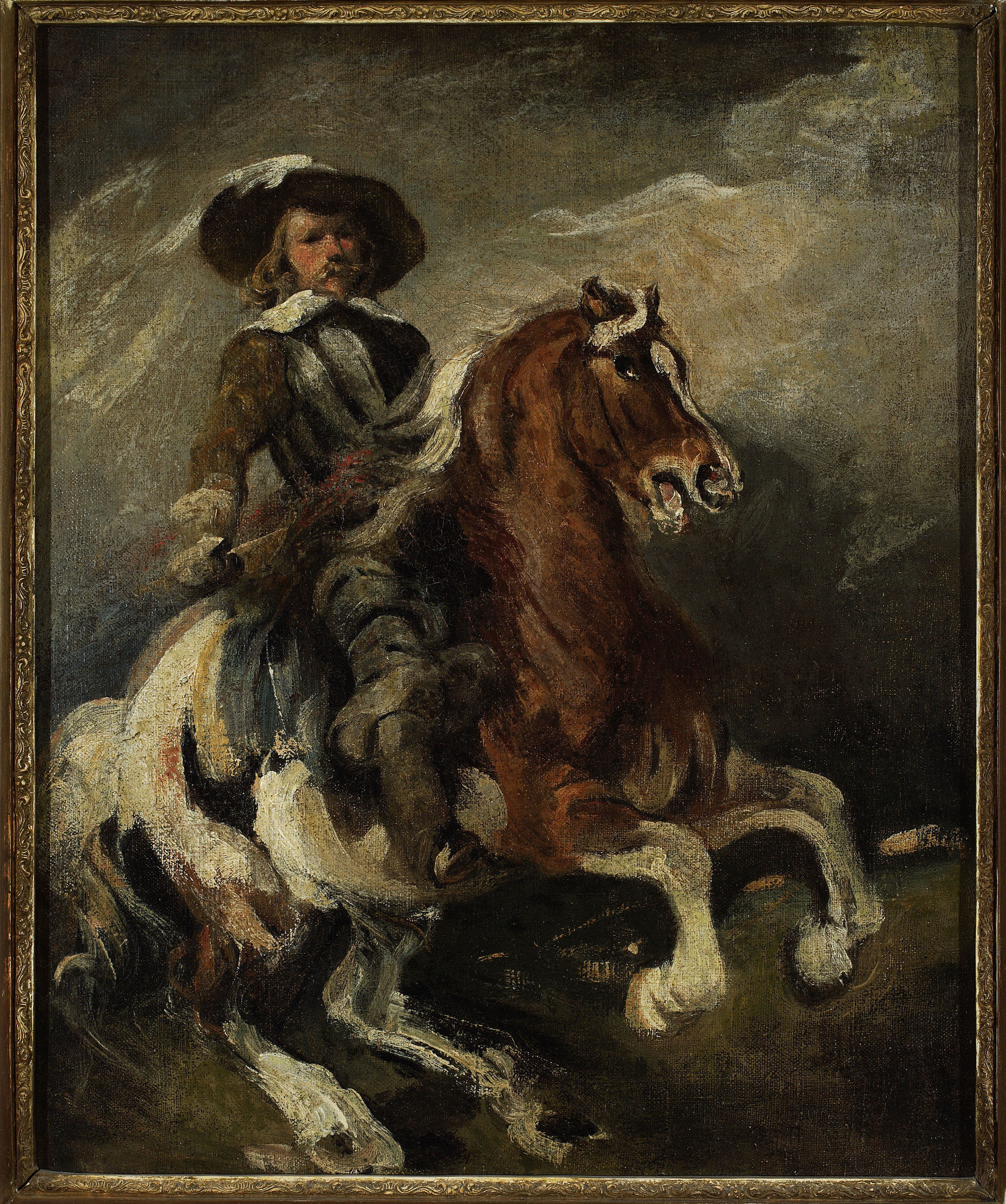
Reiter (1800) por Piotr Michałowski

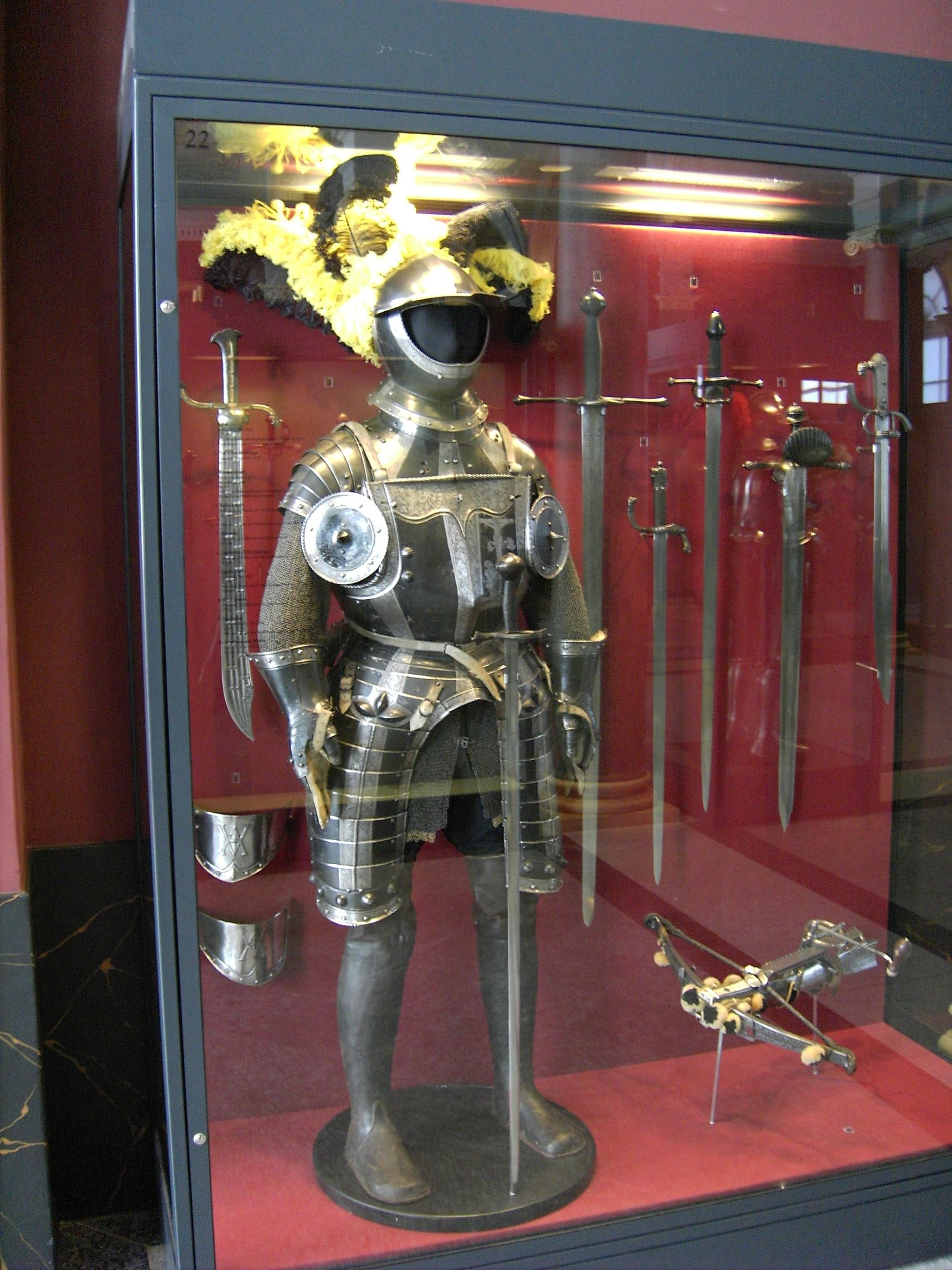
Armadora típica preto-e-branca vestida por Schwarze Reiter no século XVI.

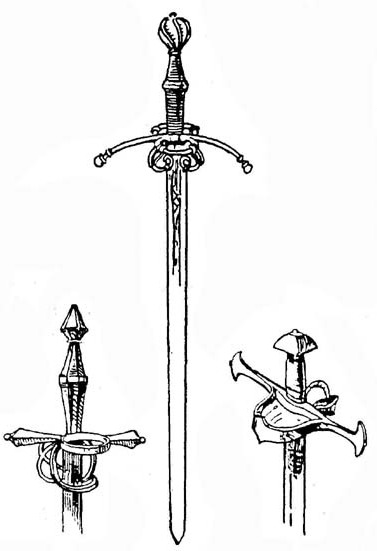
reitschwert (espadas reiter)

Reiters (em alemão:  Reiter, ou cavaleiros em alemão, eram um tipo de cavaleiros que rodeavam as partes germânicas da Europa durante o fim da Idade Média.

## References
Dutch ruyters were featured in the computer game 'Age Of Empires 3'.